# Árpás
Árpás (vyslovováno [árpáš]) je obec v Maďarsku v župě Győr-Moson-Sopron, spadající pod okres Tét. Nachází se asi 8 km západně od Tétu. V roce 2015 zde žilo 273 obyvatel. Dle údajů z roku 2011 zde žili 96,5 % Maďaři, 1,9 % Němci, 0,4 % Romové a 0,4 % Rumuni.
Árpás leží u řeky Ráby. Sousedními obcemi jsou Egyed, Mórichida a Rábapordány. Součástmi obce jsou i osady Dombiföld a Kálmánpuszta.